# Daniel Micka
Daniel Micka (Praag, 22 april 1963) is een Tsjechische verhalenschrijver en vertaler van wetenschappelijke en theologische literatuur uit het Engels en Frans in het Tsjechisch.
Sinds 1992 publiceert hij korte verhalen in diverse literaire tijdschriften en inmiddels zijn er ook drie uitgaven in boekvorm van zijn hand verschenen. De eerste verhalenbundel Samou láskou člověka sníst (De mens van pure liefde willen opeten) kwam uit in 1996. Het vervolg op deze verzameling Strach z lidí (Mensenvrees) verscheen in 2001. De bundel Hledání člověka a sny o milování se s ním (Op zoek naar een mens en ervan dromen met hem te vrijen) werd eerst in 2007 als e-boek gepubliceerd en in 2011 als papieren uitgave.
Twee toneelstukken zijn gebaseerd op verhalen van Micka.
Zeven van zijn verhalen zijn in Nederlandse vertaling gepubliceerd in het Tijdschrift voor Slavische Literatuur (TSL) in 2007 en in 2012.

## Korte karakteristiek
De recensent Radek Fridrich noemde Micka’s teksten ongepolijst, maar boeiend door hun esthetische lelijkheid en het absurdistische optreden van de diverse post-kafkaëske personages die zich uit de wereld van hedendaagse mogelijkheden lijken te hebben teruggetrokken.

## Werken

### Deelname aan anthologieën
- Antologie nové české literatury 1995–2004. Fra, Praag 2004, ed. Radim Kopáč en Karolina Jirkalová, blz. 209–213 (kort verhaal Exkurse) ISBN 80-86603-22-9.

### Vertalingen
- Illusorinen murha. [Iluzorní vražda] (Fins, vertaling: Eero Balk). Parnasso 44 (3): 322 (Helsinki, september 1994), str. 322. ISSN 0031-2320.
- Ystäväkauppa. [Krámek s přáteli] (Fins, vertaling: Eero Balk). Bohemia (1) (Helsinki, 2004). ISSN 1456-9493.
- Verhalen : Adoptie; Ontsnapping; Zoenen van een egel in een kooi. [Povídky : Adopce; Útěk; Polibky ježka v kleci] (Nederlands, vertaling: Herbert van Lynden). Tijdschrift voor Slavische Literatuur (48): 36-47 (Stichting Slavische Literatuur: Amsterdam, december 2007). ISSN 0922-1182. Online beschikbaar – 3 korte verhalen uit het boek Strach z lidí (2001).
- Verhalen : Mijn terechtstelling; Kooi met bavianen; Kastanjes. [Povídky : Moje poprava; Klec s paviány; Kaštany] (Nederlands, vertaling: Herbert van Lynden). Tijdschrift voor Slavische Literatuur (63): 71-75 (Stichting Slavische Literatuur: Amsterdam, december 2012). Online beschikbaar – 3 korte verhalen uit het boek Samou láskou člověka sníst (1996).
- W poszukiwaniu człowieka. [Hledání člověka] (Pools, vertaling: Barbara Kudaj). Czeskie Revue [online] (Racibórz-Ostróg, 2005). Online beschikbaar (webarchief) – 3 korte verhalen uit de bundel Hledání člověka (2004).

### Toneel
Enkele van Micka’s verhalen vormden de inspiratiebron voor het toneelstuk Koťátka a tyrani (Katjes en mishandeling) van Stanislav Zajíček. Het stuk werd in 2002 meerdere malen uitgevoerd door het schooltheater Pária van het Matyáš Lerch gymnasium in Brno.
Fragmenten van Daniel Micka’s verhaal Neznámý (De onbekende) uit de bundel Samou láskou člověka sníst werden door Antonín Pitínský gebruikt in het tweede deel van het toneelstuk Bluesmeni (Bluesmuzikanten) dat onder diens regie van 11 november 2011 tot 15 november 2012 op het repertoire van het Theater Petra Bezruče in Ostrava stond.

## Vertaalwerkzaamheden

### Vertalingen uit het Engels in het Tsjechisch
- Stuart Wilde: Kormidluj svůj člun. (Zelfbevestiging.) [Affirmations.] Erika, Petra, Praha 1994, ISBN 80-85612-78-X.
- Norman Vincent Peale: Síla pozitivního žití. (De kracht van positief leven.) [The Power of Positive Living.] Pragma, Knižní klub, Praha 1996, ISBN 80-7176-450-7, ISBN 80-7205-059-1.
- Stephen Baker: Jak žít s neurotickou kočkou. (Hoe hou ik het uit met mijn neurotische kat?) [How to Live with a Neurotic Cat.] Pragma, Praha 1997, ISBN 80-7205-385-X.
- Henryk Skolimowski: Účastná mysl : nová teorie poznání a vesmíru. [The Participatory Mind : A New Theory of Knowledge and of the Universe.] Mladá fronta, Praha 2001, ISBN 80-204-0918-1.
- John N. Gray: Dvě tváře liberalismu. (Twee gezichten van het liberalisme.) [Two Faces of Liberalism.] Mladá fronta, Praha 2004, ISBN 80-204-0992-0.
- Daniel A. Helminiak: Ježíš Kristus : kým byl/je doopravdy. [The Same Jesus : A Contemporary Christology.] Práh, Praha 2004, ISBN 80-7252-105-5.
- Gerald G. Jampolsky: Léčivá moc lásky : sedm principů atitudálního léčení. (Praat alleen over liefde : een weg naar genezing.) [Teach Only Love : The Seven Principles of Attitudinal Healing.] Pragma, Praha 2004, ISBN 80-7205-145-8.
- Gregory L. White, Paul E. Mullen: Žárlivost : teorie, výzkum a klinické strategie. (Jaloezie.) [Jealousy : Theory, Research, and Clinical Strategies.] Triton, Praha 2006, ISBN 80-7254-708-9.
- Daniel A. Helminiak: Co vlastně Bible říká o homosexualitě? [What the Bible Really Says About Homosexuality.] CDK, Brno 2007, ISBN 978-80-7325-122-2.
- Jeffrey Moussaieff Masson: Útok na pravdu : Freudovo potlačení teorie svádění. (Traumatische ervaring of fantasie : Freuds rampzalige herziening van de verleidingstheorie.) [The Assault on Truth : Freud's Suppression of the Seduction Theory.] Mladá fronta, Praha 2007, ISBN 978-80-204-1640-7.
- Samuel Slipp: Freudovská mystika : Freud, ženy a feminismus. [The Freudian Mystique : Freud, Women, and Feminism.] Triton, Praha 2007, ISBN 978-80-7254-891-0.
- Larry Wolff: Týrání a zneužívání dětí ve Vídni v době Freuda (korespondenční lístky z konce světa). [Child Abuse in Freud's Vienna : Postcards from the End of the World.] Triton, Praha 2007, ISBN 978-80-7254-869-9.
- Alice Domurat Dreger: Hermafroditi a medicínská konstrukce pohlaví. [Hermaphrodites and the Medical Invention of Sex.] Triton, Praha 2009, ISBN 978-80-7387-040-9.
- Chandak Sengoopta: Otto Weininger : sexualita a věda v císařské Vídni. [Otto Weininger : Sex, Science, and Self in Imperial Vienna.] Academia, Praha 2009, ISBN 978-80-200-1753-6.
- Howard I. Kushner: Tourettův syndrom. (Syndroom van Gilles de la Tourette.) [A Cursing Brain? : The Histories of Tourette Syndrome.] Triton, Praha 2011, ISBN 978-80-7387-471-1.
- Ian Buruma: Krocení bohů : Náboženství a demokracie na třech kontinentech. (God op zijn plaats : het kruispunt van religie en democratie.) [Taming the Gods : Religion and Democracy on Three Continents.] Academia, Praha 2012, ISBN 978-80-200-2040-6.
- David Benatar: Nebýt či být : O utrpení, které přináší příchod na tento svět. [Better Never to Have Been : The Harm of Coming into Existence.] Dybbuk, Praha 2013. ISBN 978-80-7438-085-3.
- Yosef Hayim Yerushalmi: Freudův Mojžíš : Judaismus konečný a nekonečný. [Freud's Moses : Judaism Terminable and Interminable.] Academia, Praha 2015, ISBN 978-80-200-2501-2.
- Jeffrey M. Smith: Doba jedová 5 : Geneticky modifikované potraviny. [Genetic Roulette : The Documented Health Risks of Genetically Engineered Foods.] Triton, Praha 2015, ISBN 978-80-7387-924-2.
- Dambisa Moyo: Kterak Západ zbloudil : 50 let ekonomického bláznovství – a neúprosná rozhodnutí, která nás čekají. (De ondergang van het Westen.) [How the West Was Lost : Fifty Years of Economic Folly – And the Stark Choices that Lie Ahead.] Academia, Praha 2015, ISBN 978-80-200-2500-5.
- Christopher Lasch: Kultura narcismu : Americký život ve věku snižujících se očekávání. [The Culture of Narcissism : American Life in an Age of Diminishing Expectations.] Triton, Praha 2016, ISBN 978-80-7553-000-4.
- Anita Phillips: Obrana masochismu. [A Defence of Masochism.] Volvox Globator, Praha 2016, ISBN 978-80-7511-298-9.
- Mark Wolynn: Trauma : nechtěné dědictví : jak nás formuje zděděné rodinné trauma a jak je překonat. [It Didn't Start with You : How Inherited Family Trauma Shapes Who We Are and How to End the Cycle.] Triton, Praha 2017, ISBN 978-80-7553-129-2.
- Harriet A. Washington: Doba jedová 8 : Infekční šílenství : Vakcíny, antibiotika, autismus, schizofrenie, viry. [Infectious madness : The Surprising Science of How We "Catch" Mental Illness.] Triton, Praha 2017. ISBN 978-80-7553-343-2.
- Ty M. Bollinger: Pravda o rakovině : Vše, co potřebujete vědět o historii, léčbě a prevenci této zákeřné nemoci. (De waarheid over kanker.) [The Truth about Cancer : What You Need to Know about Cancer's History, Treatment, and Prevention.] Dobrovský, Praha 2017. ISBN 978-80-7390-592-7.
- David Bakan: Sigmund Freud a židovská mystická tradice. (Sigmund Freud en de joodse mystieke traditie.) [Sigmund Freud and the Jewish Mystical Tradition.] Volvox Globator, Praha 2017. ISBN 978-80-7511-363-4.
- Dan Allender: Léčba zraněného srdce : Bolest ze sexuálního zneužití a naděje na proměnu. [Healing the Wounded Heart : The Heartache of Sexual Abuse and the Hope of Transformation.] Triton, Praha 2018. ISBN 978-80-7553-518-4.
- Nancy L. Mace, Peter V. Rabins: Alzheimer : Rodinný průvodce péčí o nemocné s Alzheimerovou chorobou a jinými demencemi. (Een dag van 36 uur : een leidraad voor familie en verzorgenden bij de omgang met demente mensen.) [The 36-Hour Day: A Family Guide to Caring for People Who Have Alzheimer Disease, Other Dementias, and Memory Loss.] Triton, Praha 2018. ISBN 978-80-7553-583-2.
- Anne Rooney: Příběh psychologie : Od duchů k psychoterapii: naše mysl v průběhu věků. [The Story of Psychology : From Spirits to Psychotherapy: Tracing the Mind Through the Ages.] Dobrovský, Praha 2018. ISBN 978-80-7390-889-8.
- Gina Perry: Ztracení chlapci : Kontroverzní psychologický experiment Muzafera Sherifa ve Státním parku Robbers Cave. [The Lost Boys : Inside Muzafer Sherif's Robbers Cave Experiment.] Triton, Praha 2019. ISBN 978-80-7553-667-9.

### Vertalingen uit het Frans in het Tsjechisch
- Boris Cyrulnik: Když si dítě sáhne na život. [Quand un enfant se donne « la mort ».] Triton, Praha 2020. ISBN 978-80-7553-788-1.
- Boris Cyrulnik: V noci jsem psal o slunci: psaní jako prostředek terapie. [La nuit, j'écrirai des soleils.] Triton, Praha 2020. ISBN 978-80-7553-819-2.